# Joseph Domenech
Pour les articles homonymes, voir Domenech.
Joseph Domenech a été vétérinaire en chef (chef du « service de la santé animale ») à la FAO au moment de l'émergence de nombreux foyers dans le monde de virus H5N1 hautement pathogènes (HP). Son service est basé à Rome en Italie, mais il coordonne une veille et des actions dans le monde entier.

## Ecoépidémiologie
J. Domenech est un spécialiste des zoonoses émergentes (dans le contexte de mondialisation et de changements globaux (écologiques, climatiques, agricoles et de l'élevage) et des épidémies .

Parallèlement à ses missions administratives au service de l'OIE et de la FAO ; en tant que scientifique, et dans le domaine de l'écoépidémiologie, il a notamment travaillé sur le risque de maladie émergente, et en particulier à partir de 2005 sur le risque pandémique lié à la grippe aviaire)  (ex : souche hautement pathogène du virus grippal hautement pathogène  (HP) H5N2 ou H5N1 et d'autres, ainsi que sur le rôle des oiseaux migrateurs (oiseaux aquatiques notamment, dans le paléarctique occidental, Afrique et Asie du Sud-Est notamment), comme source éventuelle de virus pour la volaille (ou inversement). Il a contribué à la mise en place d'une veille internationale sur les virus grippaux chez le porc

Il a également travaillé sur les effets de la vaccination sur les épidémies et le risque pandémique Marisa Peyre et al. (dont J Domenech) (2009) Avian influenza vaccination in  Egypt: Limitations of the current strategy ; Journal of Molecular and Genetic Medicine ;December; 3(2): 198–204. En ligne 2009-12-09. 
Il a été responsable du plan international de suivi et de veille sur le H5N1, et a régulièrement présenté le point de la situation aux médias et dans les congrès scientifiques .
Avec notamment Bernard Vallat de l'OIE et Keiji Fukuda de l'OMS, il fait partie de ceux qui ont œuvré à rapprocher l'OMS de la FAO et de l'OIE pour une réponse mondiale mieux coordonnée sur les pandémies, souvent dues à des virus ou bactéries susceptibles (éventuellement en mutant) de passer de l'animal à l'Homme.